# HMS Jupiter (1778)
HMS Jupiter (1778) — 50-пушечный корабль 4 ранга Королевского флота. Первый британский корабль, названный в честь Юпитера.

## Постройка
Этот проект Джона Уильямса, одобренный 2 апреля 1766 года, как и современный ему тип Salisbury Слейда, был практически в тех же размерах, что HMS Romney, и лишь слегка увеличен по сравнению с уложением 1745 года. Не такой быстрый как Salisbury в хорошую погоду, он зато лучше шел в плохую. В 1766−1770 годах были заказаны 4 корабля. Однако в конце 1770-х тип был возрожден, и всего было построено 11 кораблей.
Jupiter был во второй группе из 5 единиц, заказанной в 1775−1776 годах. Контракт с верфью Рэнделла был заключен 26 июня 1776 года, со сроком спуска май 1778.
Корабль заказан 1 июля 1776 года. Название присвоено 25 июля. Спущен на воду 13 мая 1778 года на частной верфи John Randall & Co в Ротерхайт. Достроен и обшит медью 26 июля 1778 года в Дептфорде.

## Служба
Как и многие 50-пушечные корабли, прослужил много дольше, чем ожидалось при заказе. Вступил в строй в апреле 1778 года, капитан Чарльз Миддлтон (англ. Charles Middleton).

### Американская революционная война
1778 — август, капитан Френсис Рейнольдс (англ. Francis Reynolds); 20 октября совместно с HMS Medea (28) на широте Лиссабона был в бою против 64-пушечного французского Triton; потерял 3 человек убитыми и 7 ранеными; француз ушел.
1779 — 27 марта вышел, сопровождая торговый конвой в Средиземное море; 1 апреля содействовал шлюпу HMS Delight в сопровождении в Плимут корсара Jean Bart, в 20 пушек и 190 человек, взятого у Портленда.
21 мая был в столкновении с французским конвоем в сопровождении отряда Ламотт-Пике́, включая линейные корабли; капитан Рейнольдс увлекся преследованием и оказался в середине конвоя, где его атаковал фрегат Blanche (32); он не только отбил атаку, но взял один транспорт, снял с него 18 человек команды и послал на него призовую партию из 5 человек; но позже вынужден был бросить приз и отходить, так как французские корабли пытались его отрезать с двух сторон; капитан Рейнольдс был ранен отколовшимися щепками.
Летом с флотом Харди; сентябрь, оказывал помощь Гернси; 2 октября совместно с HMS Apollo и HMS Crescent взял французские 14-пушечные корсары Mutine (капитан шевалье де Рокфейль, фр. de Roquefeiul) и Pilote, (капитан шевалье де Клонар, фр. de Clonard); корсары сдались после того, как Mutine потерял мачту; октябрь-декабрь, с эскадрой Северного моря.
1780 — с флотом адмирала Гири; октябрь, капитан Томас Пасли (англ. Thomas Pasley).
1781 — 13 марта с эскадрой коммодора Джонсона вышел в сопровождении Ост-Индского конвоя; 16 апреля был при Порто-Прайя; 21 июля был при захвате голландских ост-индцев в бухте Салданья; ноябрь, вернулся в Англию.
1782 — в английских водах; 8 марта взял французский корсар Boullogne; 18 мая ушел в Вест-Индию, доставил к новому месту службы адмирала Пигота (на смену Родни); 6 августа взял в один день французский корсар Comte de Grasse и американский приватир Schuylkill.
1783 — июль, вернулся в Англию; выведен в резерв и рассчитан.

### Межвоенный период
1784 — июль-ноябрь, малый ремонт в Ширнесс.
1786 — август, возвращен в строй, капитан Кристофер Паркер (англ. Christopher Parker).
1787 — 1 апреля ушел на Подветренные острова.
1789 — выведен в резерв и рассчитан.
1792 — февраль, обширный ремонт в Ширнесс по сентябрь 1794 года.

### Французские революционные войны
1794 — возвращен в строй в июле, капитан Ричард Фишер (англ. Richard Fisher).
1795 — капитан Уильям Лешме́р (англ. William Lechmere), флагман коммодора Пэйна (англ. John Willett Payne); входил в эскорт принцессы Каролины при её переезде в Англию.
1796 — февраль, капитан Джордж Лозак (англ. G. Losack, командовал по 1802 год); 11 апреля ушел на мыс Доброй Надежды; присоединился к эскадре Эльфинстона; 17 августа был при захвате голландской эскадры в бухте Салданья.
1797 — 10 ноября капитан Лозак отлучился на заседание военно-полевого суда; оставшийся за него коммандер Эскью Холлис (англ. Aiskew Hollis) получил приказ адмирала Прингла вести Jupiter к острову Робин, где стоял на якоре взбунтовавшийся фрегат HMS Crescent. Коммандер отбуксировал Crescent под пушки батарей в Столовой бухте, где зачинщики были взяты под арест и отданы под трибунал.
1798 — ноябрь, Лозак произведен в коммодоры, поднял свой брейд-вымпел на Jupiter.
1799 — (?)и. о. капитана Уильям Грэнжер (англ. William Granger); 10-11 октября в Индийском океане был против французского фрегата Preneuse (36). Jupiter вышел из бухты Алгоа 9 октября специально в поисках Preneuse, но при встрече, в сильный ветер и высокую волну, был вынужден держать нижние порты закрытыми и не мог использовать нижнюю батарею; не помогли ему и 36-фн карронады и 6-фн пушки на опер-деке; более маневренный француз показал также лучшую подготовку, сумел дважды обстрелять Jupiter продольным залпом, и к 5 часам пополудни 11-го настолько повредить ему рангоут и такелаж, чтобы уйти.
1800 — 10 ноября вернулся на Мыс из шестимесячного крейсерства к о. Маврикий с сильной течью, открывшейся во время урагана, в который попал у Мадагаскара.
1801 — Ост-Индия; флагман вице-адмирала Роджера Кертиса.

### Наполеоновские войны
1803 — вернулся в Англию.
1804 — в резерве в Плимуте.
1805 — сентябрь-декабрь, переделан в госпитальное судно в Плимуте.
1807 — в отстое в Веймуте; январь-март, восстановлен как 50-пушечный и оснащен в Плимуте (приказом Адмиралтейства от 5 января); возвращен в строй в феврале, капитан Генри Бейкер (англ. Henry Edward Reginald Baker); 18 апреля ушел в Ост-Индию.
На переходе в Индию стала подходить к концу вода; несколько недель в тропиках офицеры и матросы сидели на рационе в одну пинту воды в день. При возвращении из Китая корабль выдержал сильные шторма в районе Мыса и кроме того потерял 20 человек от цинги.
1808 — 10 декабря разбился в бухте Виго.
После оснащения капитан Бейкер получил приказ провести конвой в Испанию, затем содействовать эвакуации армии сэра Джона Мура. 10 декабря ночью Jupiter сел на подводный камень в бухте Виго, в которую входил, не пытаясь найти лоцмана, и не становясь предварительно на якорь.
В среду 10 января 1809 года в Хамоаз (Плимут) капитан предстал перед трибуналом по поводу потери корабля и был оправдан.